# 제데프레
제데프레는 이집트 제4왕조의 파라오이다. '레처럼 영원하다'라는 뜻이다.
제데프레는 쿠푸의 아들로, 기자의 대피라미드와 장례용 배를 마무리한 왕으로 알려져 있다. 그는 기자 북쪽 8킬로미터 지점에 있는 아부 로아슈에 자신의 장례 기념물을 건설하였다. 하지만 구체적인 피라미드의 모습은 발견하지 못했다. 세켐케트처럼 통치기간이 짧았기 때문에 공사가 진행되지 못했던 것 같다. 한편, 훗날 기자 남쪽 1.5킬로미터 지점에서 주인을 알 수 없는 피라미드가 발견되었고, 이 곳에 네브카라는 이름과 제데프레라는 이름이 발견되었다. 하지만 이 피라미드가 정확히 누구의 피라미드인지에 대한 결론은 아직 내려지지 않았다.
1907년의 발굴작업을 통해 '세트카'라는 이름의 아들의 존재가 확인되었다.

## 참고 문헌
- 피터 클레이턴(Peter Clayton) 저, 정영목 역, 《파라오의 역사》, 까치, 2004

| 전임 쿠푸 | 제3대 이집트 제4왕조의 파라오 기원전 2566년 ~ 기원전 2558년 | 후임 카프레 |